# Émilie Contat
Émilie Contat, född den 28 december 1770 i Paris, död den 26 april 1846 i Nogent-sur-Vernisson, var en fransk skådespelerska. Hon var syster till Louise Contat.
Émilie Contat var känd under artistnamnet Mimi Contat på Comédie-Française i Paris, där hon var engagerad 1784–1815.